# (1131) Porzia
(1131) Porzia es el asteroide número 1131 perteneciente a los asteroides que cruzan la órbita de Marte. Fue descubierto por el astrónomo Karl Wilhelm Reinmuth desde el observatorio de Heidelberg, el 10 de septiembre de 1929. Su designación alternativa es 1929 RO. Está nombrado por Porcia, un personaje de la obra teatral Julio César del escritor inglés William Shakespeare (1564-1616).